# Liegi-Bastogne-Liegi 1981
La Liegi-Bastogne-Liegi 1981, sessantasettesima edizione della corsa, fu disputata il 19 aprile 1981 per un percorso di 244 km. Fu vinta dallo svizzero Josef Fuchs, giunto al traguardo in 6h54'00" alla media di 35,362 km/h. Il vincitore iniziale, Johan van der Velde, fi squalificato per positività al test antidoping; la vittoria andò quindi al secondo, Fuchs, mentre il terzo posto non fu assegnato.
Dei 126 ciclisti alla partenza furono in 25 a portare a termine la gara.

## Ordine d'arrivo (Top 10)
| Pos. | Corridore         | Squadra       | Tempo    |
| ---- | ----------------- | ------------- | -------- |
| 1    | Josef Fuchs       | Cilo-Aufina   | 6h56'00" |
| 2    | Stefan Mutter     | Cilo-Aufina   | a 50"    |
| 3    | non assegnato     | non assegnato |          |
| 4    | Ludo Peeters      | TI-Raleigh    | s.t.     |
| 5    | Guido Van Calster | Splendor      | a 2'00"  |
| 6    | Eddy Schepers     | DAF Trucks    | s.t.     |
| 7    | Rudy Pevenage     | Capri Sonne   | a 2'54"  |
| 8    | Bert Oosterbosch  | TI-Raleigh    | s.t.     |
| 9    | Gerrie Knetemann  | TI-Raleigh    | s.t.     |
| 10   | Frits Pirard      | Boule d'Or    | s.t.     |